# Luis Carlos Perea
Luis Carlos Perea, född 29 december 1963 i Turbo, Colombia, är en före detta fotbollsspelare som spelade som mittback.

## Karriär
Under sin karriär så spelade Perea i första hand för Independiente Medellín, men representerade även Atlético Nacional, Junior Barranquilla och Deportes Tolima i Colombia. Han spelade även en kortare tid i mexikanska Club Necaxa och Toros Neza. 1989 vann Perea Copa Libertadores med Atlético Nacional.
Mellan 1987 och 1994 spelade Perea 78 landskamper för Colombia, varav sex matcher i VM 1990 och VM 1994. Utöver två VM-slutspel, gjorde Perea även tre Copa América-mästerskap, där Colombia vann brons både 1987 och 1993.

## Personligt
Luis Carlos Perea är far till fotbollsspelaren Luis Alberto Perea, som bland annat spelat för Atlético Nacional och FC Dallas.